# Aeronave
Aeronave é qualquer máquina capaz de sustentar voo, e a grande maioria também é capaz de alçar voo por meios próprios. Ele contrabalança a força da gravidade utilizando ou sustentação estática ou sustentação dinâmica de um aerofólio, ou em alguns casos, empuxo vertical devido à tração de motores a reação.
Apesar de foguetes e mísseis também serem capazes de viajar pela atmosfera, não são normalmente considerados aeronaves. Tanto por não serem pilotáveis (dirigíveis) quanto por contar com tração do foguete como meio primário de sustentação.
A atividade humana que se relaciona com aeronaves é chamada de aviação. Aeronaves tripuladas são voadas por um piloto a bordo, enquanto aeronaves não tripuladas são comandadas por controle remoto ou controladas autonomamente por computadores a bordo.

## História da aviação

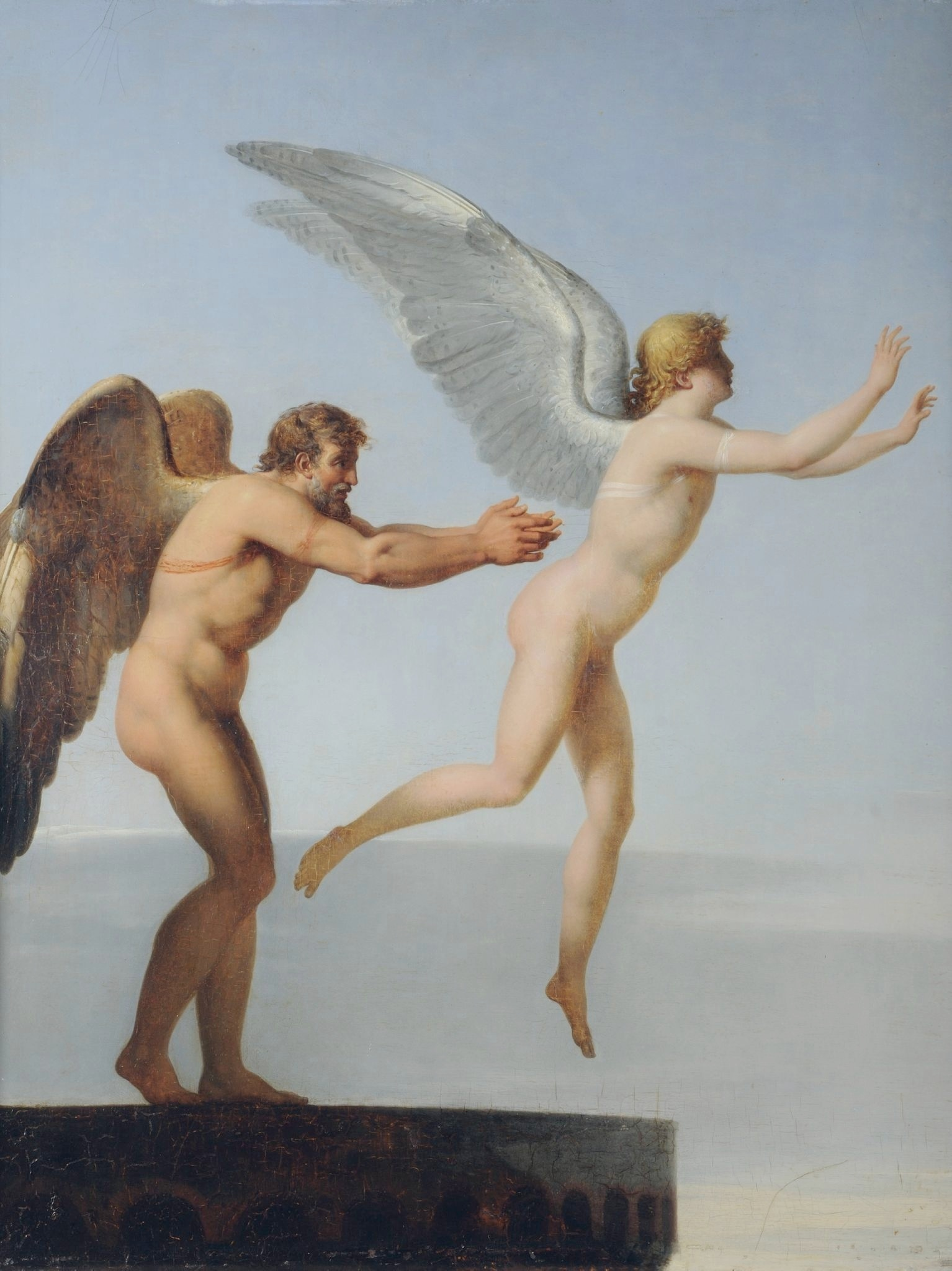
"Icarus e Daedalus" por Charles Paul Landon.

A história da aviação remonta a tempos pré-históricos. O desejo de voar está presente na humanidade provavelmente desde o dia em que o homem pré-histórico passou a observar o voo dos pássaros e de outros animais voadores. Ao longo da história há vários registros de tentativas malsucedidas de voos. Alguns até tentaram voar imitando pássaros: usar um par de asas (que não passavam de um esqueleto de madeira e penas, imitando as asas dos pássaros), colocando-os nos braços e balançando-os.
Muitas pessoas acreditavam que voar fosse impossível, e que era um poder além da capacidade humana. Mesmo assim o desejo existia, e várias civilizações contavam histórias de pessoas dotadas de poderes divinos que podiam voar; ou pessoas que foram carregadas ao ar por animais voadores. O exemplo mais bem conhecido é a lenda de Dédalo e Ícaro. Dédalo, aprisionado na ilha de Minos, construiu asas feitas com penas e cera para si próprio e seu filho. Porém Ícaro aproximou-se demais do Sol e a cera das asas derreteu, fazendo ele cair no mar e morrer. A lenda era um aviso sobre as tentativas de alçar aos céus, semelhante à história da Torre de Babel na Bíblia, e exemplifica o desejo milenar do homem de voar.
Muito provavelmente foi o artista e inventor italiano Leonardo da Vinci a primeira pessoa a se dedicar seriamente a projetar uma máquina capaz de voar carregando um ser humano. O primeiro voo bem-sucedido de um balão de ar quente foi o da passarola construída por Bartolomeu de Gusmão, um português nascido no Brasil colonial que alçou voo em 8 de agosto de 1709 na corte de Dom João V de Portugal, em Lisboa, porém não sobreviveram descrições detalhadas do aparelho, provavelmente porque foram destruídas pela Inquisição.
|                                                   |  |  |
| Orville Wright e Wilbur Wright, os Irmãos Wright. |  |  |

A controvérsia sobre o primeiro voo de uma aeronave mais pesada que o ar é grande. Geralmente são creditados Alberto Santos Dumont ou os Irmãos Wright (mais exatamente, Orville Wright). Foi o voo do 14-Bis, em Paris, o primeiro de um avião na história da aviação registrado publicado e sem artifícios externos. Especialistas argumentam sobre o uso de trilhos e catapultas nas operações de decolagem das aeronaves dos irmãos Wright, e sobre o testemunho do voo do 14-Bis em Paris pelo público e autoridades de aviação.
Enquanto isto, os irmãos Wright não realizaram voos públicos, buscando realizar seus voos sozinhos ou com a presença de poucas testemunhas - embora tenham tentado realizar demonstrações para forças armadas dos Estados Unidos, da França, do Reino Unido e da Alemanha, sem sucesso - buscando evitar o "roubo de informações" por parte de outros aviadores, e em busca de aperfeiçoar a aeronave o suficiente para obter a patente de seu avião (ironicamente, Santos Dumont colocava todas as suas invenções no domínio público).
A história moderna da aviação é complexa. Desenhistas de aeronaves esforçaram-se para melhorar continuamente suas capacidades e características tais como alcance, velocidade, capacidade de carga, facilidade de manobra, dirigibilidade, segurança, autonomia e custos operacionais, entre outros. Aeronaves passaram a ser feitas de materiais cada vez menos densos e mais resistentes. Anteriormente feitas de madeira, atualmente a grande maioria das aeronaves usa materiais compostos - como alumínio e fibras de carbono. Recentemente computadores têm contribuído muito no desenvolvimento de novas aeronaves e componentes.

## Classificação
Aeronaves podem ser divididas em dois grupos distintos:

### Mais leve do que o ar
Aeronaves mais leves do que o ar, aeróstatos, fazem uso de um gás menos denso do que o ar ao seu redor, como hélio ou ar aquecido, como modo de alçar e sustentar voo. Tais aeronaves são chamadas de aeróstatos.

#### Balões

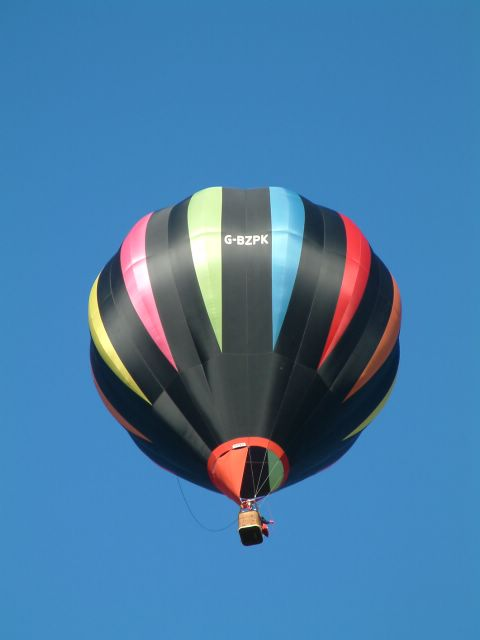
Balão de ar quente.

Um balão aquece ar à sua volta com o uso de inflamadores. O ar aquecido torna-se menos denso que o ar ao seu redor, e sobe e fica presa no compartimento de ar do balão, que o faz alçar voo.
Um balão, no ar, é guiado pelas correntes de vento, isto é, uma pessoa não pode "pilotar" o balão, apenas controlá-la.
Balões possuem uma capacidade muito pequena de carga, podendo carregar de duas a no máximo sete pessoas, dependendo do volume do compartimento de ar quente. Seu alcance, ou, mais precisamente, o tempo máximo de voo de um balão, é limitado pela quantidade de combustível carregado a bordo, que não é muito.

#### Dirigíveis

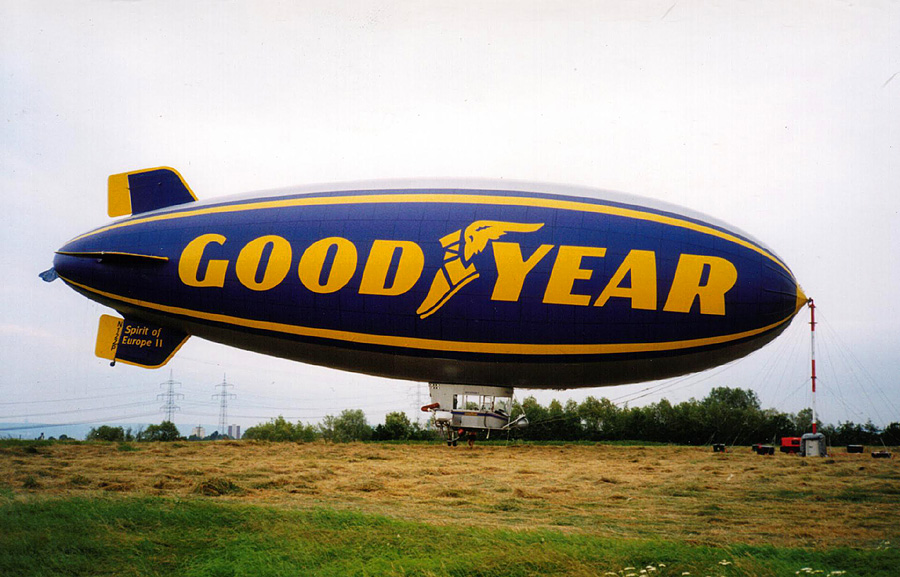
Dirigíveis são usados como um meio de propaganda por várias grandes empresas.

Dirigíveis fazem uso de um gás menos denso que o ar atmosférico, geralmente, hélio. O gás é lacrado em uma câmara de ar de dimensão suficientemente grande para permitir sua sustentação. Normalmente carregam mais peso do que balões não dirigíveis, até dez pessoas em determinados modelos atuais, e peso similar de carga paga, podem ser carregadas sem dificuldades.
Dirigíveis diferenciam-se dos balões pelo fato de que a rota de voo de um dirigível não somente pode ser controlada, como também sua velocidade. Isto porque dirigíveis possuem hélices que a propulsionam, e um leme. Um dirigível moderno pode atingir velocidades de até 100 km/h, entretanto, no passado já foi possível observar velocidades de até 130 km/h, como o caso do dirigível Hindenburg.

### Mais pesado do que o ar
Aeronaves mais pesadas do que o ar usam asas e/ou outras partes de sua estrutura como meio de sustentação. A grande maioria é capaz de alçar voo por meios próprios. Tais aeronaves são chamadas de aeródinos.

#### Aviões
Aviões, ou aeronaves de asas fixas, alçam e sustentam voo através de reações aerodinâmicas que acontecem quando o ar passa em determinada velocidade pela suas asas. Todo avião necessita de um trecho de terra longo e plano (geralmente, parte de um aeroporto), para conseguir alcançar a velocidade necessária para a decolagem, bem como para frear seguramente em uma aterrissagem.
Alguns aviões são adaptados de modo a permitir seu pouso e decolagem em um corpo de água, como lagos e rios de baixa correnteza. Eles são conhecidos como hidroplanos. Aviões anfíbios podem decolar e pousar (amerissar) tanto na terra quanto na água.
Aviões podem ser divididos em três categorias:

##### Aviões a pistão e turboélices
Aviões a pistão e turboélices mono e multimotores fazem uso de motores de combustão, que por sua vez, fazem girar uma hélice, que cria o empuxo necessário para a movimentação da aeronave à frente. De maneira geral, são relativamente silenciosos, mas possuindo velocidades, capacidade de carga e alcance menores do que similares a jato. Sua operação, no entanto, tende a ser mais econômica do que aviões a jato, o que torna aviões a pistão e turboélices opções mais econômicas para pessoas que querem possuir avião próprio ou para pequenas companhias de transporte de passageiros e/ou carga.

##### Aviões a jato

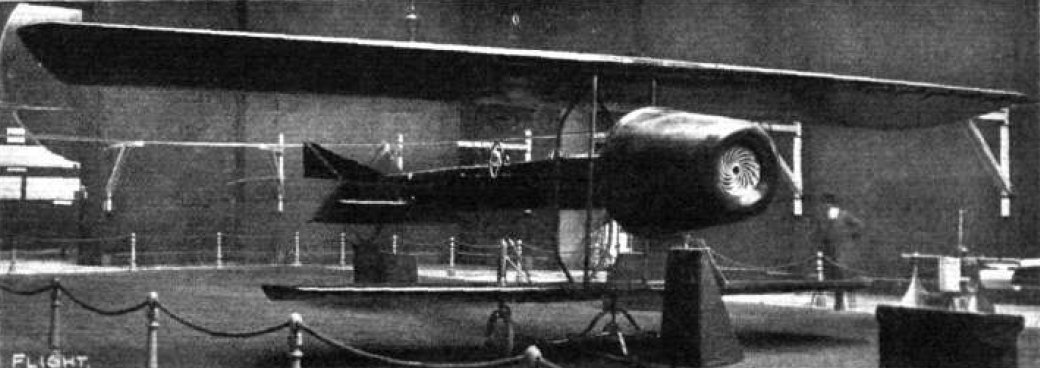
Coandă-1910, de Henri Coandă, o primeiro avião com propulsão a jato.

Aviões a jato fazem uso de turbinas para a criação da força necessária para a movimentação da aeronave para frente usando o princípio de ação e reação. Normalmente, os aviões a jato criam um empuxo maior do que aviões que fazem uso de hélices. Devido a sua maior compacidade e menor complexidade, as aeronaves a jato podem ser construídas para carregar mais peso. Além disso, devido ao fator restritivo da hélice (arrasto) que não possuem, podem desenvolver maior velocidade do que aeronaves com hélices. Uma questão porém é o som criado por um motor a jato, que, especialmente em modelos mais antigos, tende a ser elevado (poluição sonora).
Motores a reação podem produzir muito mais tração que motores a hélice em velocidades altas, sendo o meio mais eficiente de voar em alta altitude, podendo operar acima de 40 000 pés, onde sua eficiência é aproximadamente igual aos melhores motores a pistão.

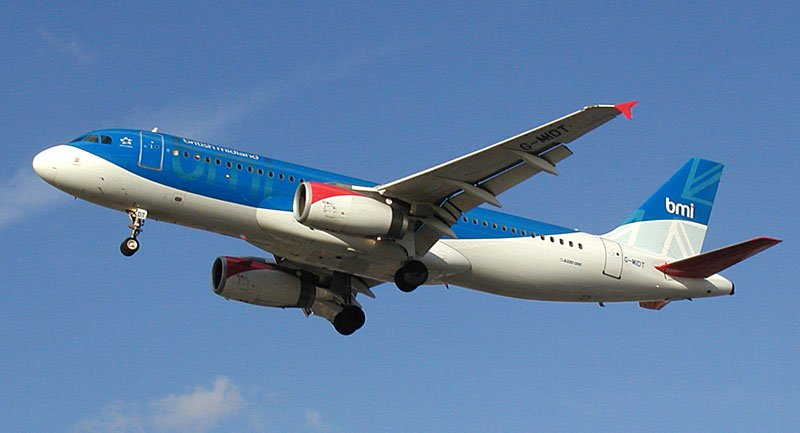
Um Airbus A320 da BMI.

Grandes widebodies, como o Airbus A340 e o Boeing 777, podem carregar centenas de passageiros e várias toneladas de carga, podendo percorrer uma distância de até 13 mil quilômetros, pouco mais que um quarto da circunferência terrestre.
Aviões a jato desenvolvem elevadas velocidades de cruzeiro (700 a 900 km/h) e velocidades de decolagem e pouso situadas na faixa entre 180 a 280 km/h. Numa operação de aterrissagem, devido a seu formato otimizado para a aerodinâmica de alta velocidade, o avião a jato faz grande uso de dispositivos hiper-sustentadores como flaps nas asas para permitir a redução de velocidade sem perda sustentação, e, após o pouso, de empuxo reverso nos motores (deflexão do fluxo de gases do motor para frente, com o intuito de diminuir a velocidade da aeronave).

##### Aviões supersônicos
Aviões supersônicos fazem uso de motores especiais que geram a potência necessária para o voo supersônico. Além disso, o desenho do avião supersônico é sensivelmente diferente daquele usado em outros tipos de aeronaves, de modo a superar do modo mais fácil a chamada "barreira do som", que é um fenômeno de compressibilidade do ar. Podem alcançar velocidades de até Mach 1 a 3.
Duas desvantagens dos aviões supersônicos são a poluição sonora criada em voo supersônico e os altos gastos com manutenção e operação.
Com a aposentadoria do Concorde, em 2003, aviões supersônicos estão, por enquanto, limitados apenas a fins militares. Outro avião supersônico que foi desenvolvido para fins não-militares foi o soviético Tupolev Tu-144, que alçou voo pela primeira vez dois meses antes do Concorde, foi a primeira aeronave comercial a ultrapassar Mach 2, mas foi pouco usado para usos comerciais, por um curto período de tempo.

#### Helicópteros

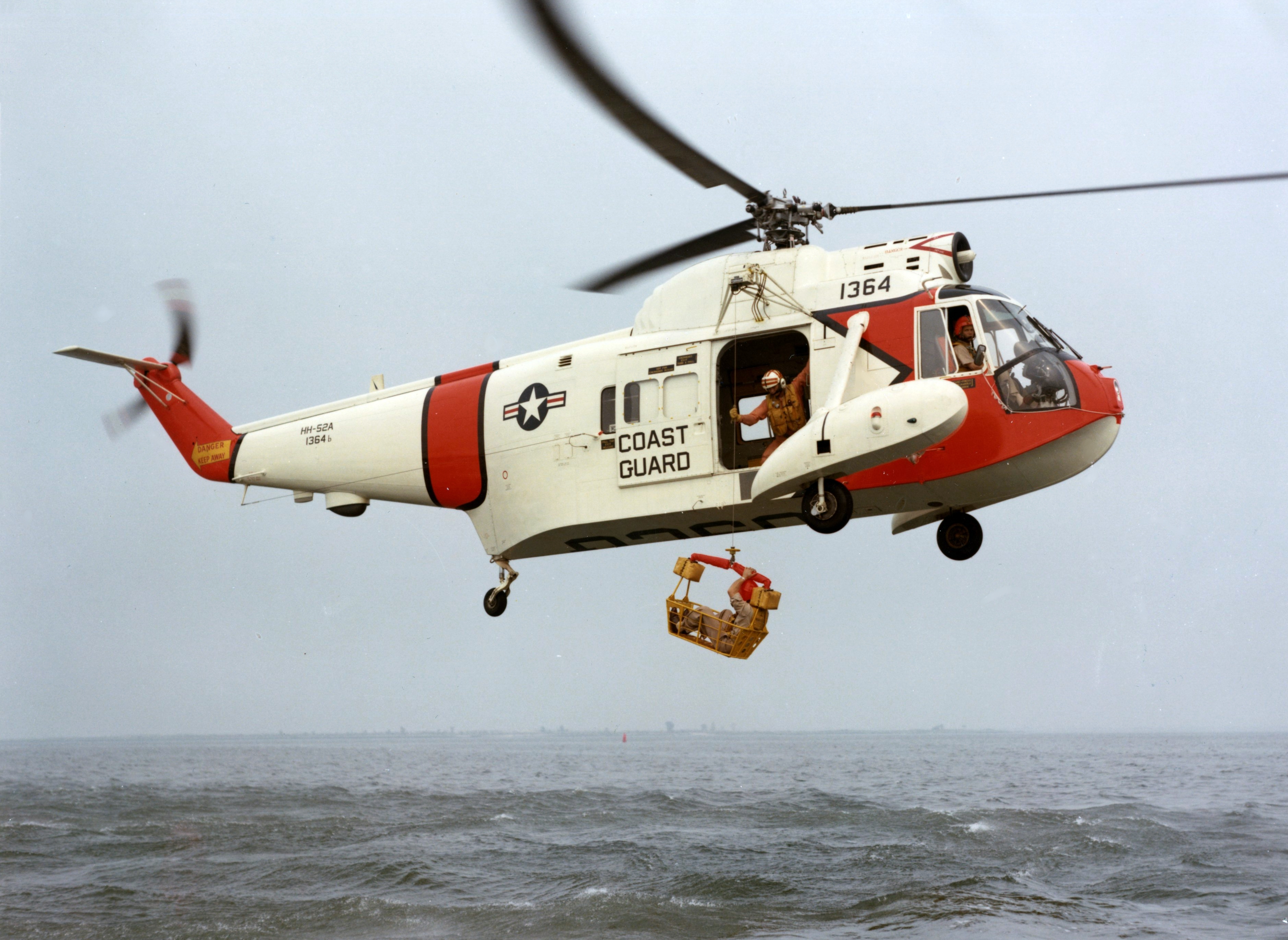
Helicóptero anfíbio Sikorsky S-62. A versatilidade dos helicópteros torna-os muito úteis em operações médicas, policiais e jornalísticas.

Os helicópteros, ou aeronaves de asas rotativas, alçam e sustentam voo graças às suas pás, que agem como asas rotativas e também propulsionam a aeronave. Helicópteros possuem extrema manobrabilidade, podendo voar de ré e pairar no ar, por exemplo. Um rotor traseiro, montado no plano horizontal, contrapõe o torque do rotor principal, evitando que todo o corpo (fuselagem) do helicóptero gire em seu eixo vertical sem controle, e também faz as funções de leme.
Helicópteros podem decolar e pousar verticalmente, sem a necessidade das longas pistas de pouso e decolagem das quais os aviões necessitam. Porém, helicópteros são lentos (até 300 km/h) e possuem alcance e capacidade de carga limitada.

#### Planadores

Lilienthal Normalsegelapparat: o planador de Otto Lilienthal, tido como o "pai da aviação" e "rei do planador".

O funcionamento de um planador é essencialmente a mesma de um avião, exceto que o planador não possui motores. Isto torna a decolagem impossível para um planador, por meios próprios. A maioria dos planadores precisam ser lançados do ar, através de outro avião, ou através de outro mecanismo como catapultas, mas não possuem meios próprios de decolar e de aumentar e/ou manter sua altitude por muito tempo.
Certos planadores, denominados motoplanadores, possuem um motor que permite ao planador decolar e sustentar voo, podendo tal motor ser escamoteado para completar o perfil aerodinâmico de sua fuselagem. Porém, tais aeronaves são consideradas planadores porque são projetados especialmente e apenas para planeio.
Uma vez no ar, o piloto de planador procura guiá-lo através de correntes de ar ascendentes provenientes do solo aquecido, ou de correntes orográficas, com o intuito de maximizar a distância a ser percorrida ou a sua permanência em voo. Planadores possuem alcance limitado por esses fatores climáticos e, embora tivessem sido usados pelos aliados na Segunda Guerra Mundial para desembarque rápido de tropas e armamentos, são mais usados hoje em dia como aeronave de desporto e treinamento de pilotos. Apesar disso ainda existem versões militares. (ver: Planador militar).
Da mesma maneira, girocópteros são muito semelhantes aos helicópteros, mas seu rotor principal não é motorizado, sendo necessário um curto espaço plano de solo para decolar e pousar.

#### Aeronaves de Propulsão Humana

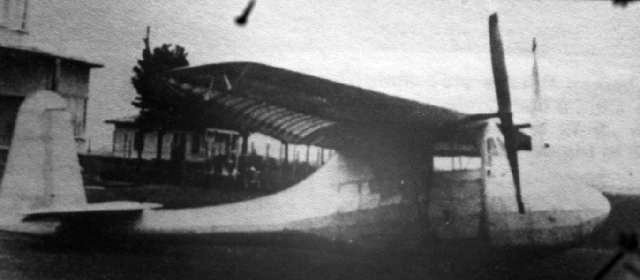
Pedaliante (Itália, 1936).

Desde há quase cem anos que têm sido feitos voos em ciclo-aviões, ou seja aviões em que o único motor é o esforço de um ciclista em girar uma ou mais hélices, capazes de elevar no ar e transportar o passageiro. A primeira aeronave de propulsão humana bem-sucedida da história foi o italiano Pedaliante. As proezas mais assinaláveis foram a travessia do Canal da Mancha em 1979 pelo Gossamer Albatross, e o voo entre duas ilhas gregas (Creta e Santorini) pelo MIT Daedalus em 1988, com uma distância superior a 100 km. Também se incluem ornitópteros como aeronaves de propulsão humana.

## Usos de aeronaves

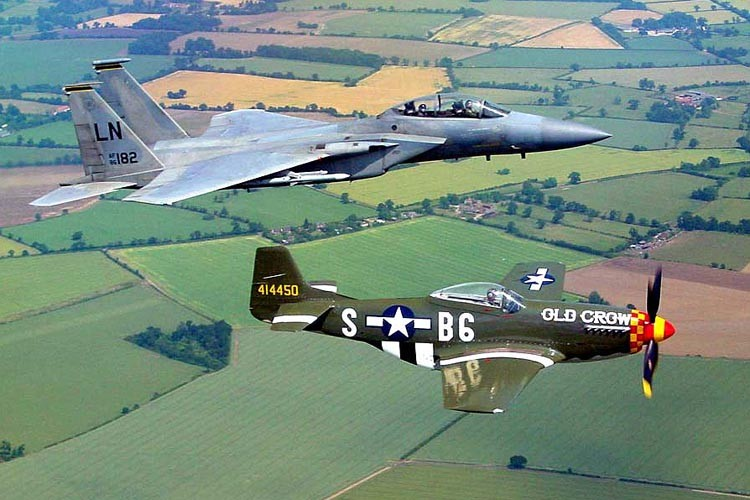
Um F-15 Eagle e um P-51 Mustang voando lado a lado. Ambos são exemplos de aeronaves especialmente desenhadas para uso militar.

### Uso civil
Estão incluídas nesta categoria aeronaves que fazem voos regulares de transporte de carga e passageiros (geralmente, usando aviões), e a aviação geral, aeronaves como helicópteros servindo forças policiais, médicas ou equipes jornalísticas, pequenos aviões de treinamento, etc.

### Uso militar
O número de aeronaves de uso militar é pequeno, quando comparado ao número de aeronaves de uso civil. Estão incluídas nesta categoria caças, helicópteros e outros aviões especialmente criados com intuito militar, bem como aviões e helicópteros fabricados para uso civil mas modificados para usos militares menores, como transporte de carga e soldados e treinamento de pilotos.